# كهنة لاهيجان
كهنة لاهيجان هي قرية في مقاطعة بيرانشهر، إيران. يقدر عدد سكانها بـ 981 نسمة بحسب إحصاء 2016.